# Dumanoluğu, Şiran
Dumanoluğu là một xã thuộc huyện Şiran, tỉnh Gümüşhane, Thổ Nhĩ Kỳ. Dân số thời điểm năm 2008 là 67 người.